# Henri Pons
Pour les articles homonymes, voir Pons.
Henri Pons est un juge d'instruction français. Il a été notamment l'un des deux magistrats instructeurs de l'affaire Clearstream 2

## Biographie
Né en 1963, Henri Pons a débuté à l'instruction au tribunal de Nancy (Meurthe-et-Moselle), avant d'être promu à Nîmes (Gard), il est juge d'instruction à Paris depuis 1998
Henri Pons s'est spécialisé dans les dossiers en lien avec l'étranger. Il s'est notamment vu confier une enquête sur un trafic de stupéfiants organisé entre la Colombie et les Etats-Unis, via le Mexique.
Henri Pons avec Jean-Marie d'Huy, a été l'un des deux magistrats instructeurs de l'affaire Clearstream 2,,. 
Henri Pons et Jean-Marie d'Huy ont instruit l'affaire Rhodia et l'affaire Vivendi.
Dans les années 1990, les « petits juges » ont ébranlé le bastion des élites économiques. Henri Pons a fait partie de la vague des magistrats instructeurs dont le pouvoir fut relayé par la presse et la télévision. Les magistrats instructeurs ont fait progresser l’égalité des citoyens devant la Justice, au prix de quelques excès médiatiques. À cette époque, les journaux ont, tour à tour, vanté et dénoncé l'audace de ces « petits juges » contre la délinquance en col blanc.
Le 1er octobre 2004, les six juges d'instruction, Jean-Marie d'Huy, Henri Pons, Philippe Courroye, Renaud Van Ruymbeke, Xavière Simeoni et Armand Riberolles, font partie du pôle interrégional de lutte contre la criminalité [financière] mis en place,. 
Il a été nommé à la cour d'appel de Montpellier en 2008.